# Współczynnik odpadnięcia
Współczynnik odpadnięcia – współczynnik używany do określenia obciążeń przenoszonych na układ asekuracyjny podczas odpadnięcia we wspinaczce.
Współczynnik odpadnięcia jest określony wzorem:
{\displaystyle WO={\frac {l}{r}},}
gdzie:
{\displaystyle l} – długość swobodnego lotu wspinacza,
{\displaystyle r}  = całkowita długość liny wydanej podczas wspinaczki i biorącej udział w wyłapaniu spadającego wspinacza.
Im mniejsza wartość WO, tym lot jest bezpieczniejszy z punktu widzenia wspinacza oraz obciążenia układu asekuracyjnego, a w szczególności liny i przelotów. Skrajny przypadek, w którym {\displaystyle WO=2,} odpowiada sytuacji, w której lina o długości {\displaystyle r} jest zamocowana do stanowiska, wspinacz wychodzi na wysokość {\displaystyle r} ponad stanowisko (nie zakładając przelotów) po czym odpada, wykonując swobodny lot o długości {\displaystyle 2r} (podwojona wysokość wyjścia nad stanowisko). Po fazie swobodnego lotu rozpoczyna się jego hamowanie związane z elastycznością liny. Siła naciągu liny stopniowo wzrasta, osiągając pewną wartość graniczną. Producenci podają różne wartości siły granicznej; według norm nie może ona przekroczyć 12 kN (wyższe wartości siły działającej na wspinacza mogą spowodować niebezpieczne urazy, np. kręgosłupa).
Liny wspinaczkowe są testowane pod kątem wytrzymywania określonej liczby odpadnięć ze współczynnikiem odpadnięcia równym 1,77 (tzw. odpadnięcia UIAA – zobacz: testowanie lin wspinaczkowych).
Droga hamowania lotu asekurowanego określoną długością liny rośnie wraz ze współczynnikiem odpadnięcia i zależy od parametru liny nazywanego wydłużeniem dynamicznym. Typowa wartość tego wydłużenia wynosi ok. 30%, co oznacza, że w przypadku WO bliskiego 2, odcinek liny o początkowej długości 10 m rozciągnie się do 13 m.
Konstrukcja układów asekuracyjnych powinna być taka, aby minimalizować współczynnik odpadnięcia oraz chronić stanowisko asekuracyjne, co zwykle zapewnia się przez zakładanie dodatkowego przelotu (tzw. pierwszy przelot asekuracyjny) zaraz po wyjściu ze stanowiska, najdalej po ok. 2–4 metrach, niezależnie od trudności wspinaczki. Celem tego przelotu jest nie tylko zabezpieczenie odpadnięcia, ale również zapewnienie właściwej ochrony asekurującego partnera przed przyjęciem udaru skierowanego w dół, który byłby niebezpieczny z uwagi na sposób działania niektórych przyrządów asekuracyjnych, a także wiązałby się z niekorzystnym rozkładem sił działających na ciało (w szczególności kręgosłup) asekurującego.

## Przykład
Gdy wspinacz wejdzie na wysokość 10 m, zakładając ostatni przelot 2 metry poniżej miejsca odpadnięcia, po czym odpadnie przelatując 4 metry, da to następujący współczynnik odpadnięcia:
{\displaystyle WO={\frac {4}{10}}=0{,}4.}
W związku z rozciągnięciem liny, a także szarpnięciem działającym na partnera i podrzucającym go ku górze, wyhamowany lot zakończy się odpowiednio niżej niż 2 metry pod przelotem. Długość lotu może zostać dodatkowo zwiększona przez stosowanie dynamicznej asekuracji – wydanie z przyrządu asekuracyjnego dodatkowego odcinka liny, ewentualnie, wykonanie przez asekurującego podskoku. Działania te są pożądane gdy wspinaczowi nie grozi niebezpieczeństwo uderzenia o ziemię lub inną przeszkodę (np. półkę skalną) i mogą mieć na celu zarówno zmniejszenie udaru działającego na wspinaczy, jak i ochronę przelotów przed wypadnięciem podczas wspinania z asekuracją własną.